# Abatoleon bruneri
Abatoleon bruneri là một loài côn trùng trong họ Myrmeleontidae thuộc bộ Neuroptera. Loài này được Alayo miêu tả năm 1968.